# Elijahu Moj'al
Elijahu Moj'al (hebrejsky אליהו מויאל‎, 2. srpna 1920 – 6. září 1991) byl izraelský politik a poslanec Knesetu za stranu Ma'arach.

## Biografie
Narodil se v Salé v Maroku. V roce 1941 byl předákem místní rady židovské komunity. Roku 1942 se stal tajemníkem židovské asociace Kol Jisra'el chaverim (כל ישראל חברים‎) v Salé. V roce 1945 přesídlil do dnešního Izraele. Zapojil se do židovských jednotek Hagana. Roku 1946 byl zatčen britskými mandátními úřady. Vystudoval učitelský seminář a Hebrejskou univerzitu. V roce 1948 patřil mezi zakladatele kibucu Bror Chajil. Roku 1950 se přidal ke kibucu Dorot, roku 1957 přesídlil do města Beerševa.

## Politická dráha
V roce 1946 vstoupil do strany Mapaj. V roce 1947 byl vyslancem Židovské agentury do židovských internačních táborů na Kypru, v roce 1949 působil jako vyslanec hnutí ha-Bonim v Maroku a Francii. V letech 1952–1954 působil jako instruktor hnutí Alijat ha-no'ar. V letech 1956–1957 byl učitelem na regionální škole v oblasti Ša'ar ha-Negev. Roku 1957 se ve straně Mapaj stal tajemníkem její organizace v Negevu. Roku 1959 byl také tajemníkem zaměstnanecké rady v Beerševě. Roku 1960 pronikl do celostátního sekretariátu Mapaje a roku 1966 zasedl v ústředním výboru odborové centrály Histadrut.
V izraelském parlamentu zasedl poprvé po volbách v roce 1973, do nichž šel za stranu Ma'arach. Stal se členem parlamentního výboru pro státní kontrolu, výboru práce a výboru pro vzdělávání a kulturu. Zastával i vládní post. V letech 1975–1977 byl náměstkem ministra komunikací. Ve volbách v roce 1977 mandát poslance za Ma'arach obhájil. Byl pak členem výboru práce a sociálních věcí, výboru pro vzdělávání a kulturu, výboru pro záležitosti vnitra a životního prostředí a výboru pro Kneset. Ve volbách v roce 1981 mandát neobhájil. Roku 1982 předsedal správní radě zdravotní pojišťovny Klalit.

## Dílo
- Ha-Tnu'a ha-šabta'it be-Maroko: Toldotejha u-mekorotejha. Am oved, 1984